# Westheide
Westheide è un comune di 1 718 abitanti della Sassonia-Anhalt, in Germania.

Appartiene al circondario (Landkreis) della Börde (targa BK), ed è parte della comunità amministrativa (Verbandsgemeinde) di Elbe-Heide.

## Storia
Il comune di Westheide venne formato il 1º gennaio 2010 dall'unione dei 3 comuni di Born, Hillersleben e Neuenhofe.